# Omid Popalzay
Omid Popalzay (Kabul, 25 januari 1996) is een Afghaans-Nederlands voetballer die bij voorkeur als middenvelder speelt. In 2015 debuteerde hij in het Afghaans voetbalelftal.

## Clubcarrière
Popalzay vluchte op vijfjarige leeftijd met zijn familie vanwege de oorlog uit Afghanistan, naar Nederland toe. 
Popalzay speelde in de jeugd bij SV Estria, waarna hij werd opgenomen in de gezamenlijke jeugdopleiding van N.E.C./FC Oss. Op 8 april 2013 maakte hij zijn debuut voor Jong N.E.C./FC Oss in de competitiewedstrijd tegen Jong RKC Waalwijk. Popalzay kwam na 57 minuten spelen het veld in als vervanger van Jordy Tutuarima. In juli 2015 verruilde Popalzay N.E.C. voor Achilles '29. Hij werd oorspronkelijk gehaald voor Jong Achilles, maar trainde sinds de voorbereiding mee met het eerste elftal. Op 11 september 2015 maakte Popalzay zijn debuut in de Eerste divisie tegen Sparta Rotterdam. Hij kwam elf minuten voor tijd het veld in.
Na de winterstop kreeg Popalzay, mede door zijn goede spel op het SAFF-kampioenschap met Afghanistan, twee financieel aantrekkelijke aanbiedingen uit India. Hij besloot echter om bij Achilles '29 te blijven.
Op 12 februari 2016 scoorde hij in de met 1−2 gewonnen uitwedstrijd tegen FC Den Bosch zijn eerste doelpunt in het betaalde voetbal. Hij zette na 77 minuten spelen zijn ploeg op een 0−2 voorsprong.
Aan het einde van het seizoen 2016/17 degradeerde Popalzay met Achilles naar de Tweede divisie. Na het faillissement van de prof bv van Achilles, maakte Popalzay de overstap naar FC Lienden. Hij verliet Lienden medio 2018. Vanaf begin 2019 speelde hij in Australië voor Adelaide Comets, dat uitkwam in de South Australian Premier League. In juli 2019 ging hij aan de slag bij Sint-Eloois-Winkel Sport, dat het voorgaande seizoen was gepromoveerd naar het hoogste amateurniveau. In augustus 2020 ging hij naar het Poolse Olimpia Grudziądz dat uitkomt in de II liga. Popalzay kwam naar de club op aanbeveling van collega-international Omran Haydary, die in het verleden de kleuren van Olimpia Grudziądz vertegenwoordigde. Popalzay was dat seizoen basisspeler, maar kon niet voorkomen dat zijn ploeg degradeerde. Na één jaar verliet hij de Poolse club. In november 2021 ging hij naar Bangladesh om in het seizoen 2022 voor Chittagong Abahani te voetballen. In april 2023 sloot hij aan bij het Zweedse Ariana FC dat uitkwam in de Ettan Södra. 
In juni 2023 ging Popalzay naar het Libanese Nejmeh SC, uitkomend in de Libanese Premier League. Popalzay vertrok drie maanden later bij Nejmeh SC op advies van de Nederlandse regering. Het ministerie van Buitenlandse Zaken raadde iedereen aan zo spoedig mogelijk uit Libanon te vertrekken omdat er door de ontwikkelingen tussen Israël en de Palestijnse Gebieden (Gaza) verhoogde spanningen waren. Diezelfde maand tekende Popalzay op Sumatra bij PSPS Pekanbaru, een club op het tweede niveau.

### Statistieken
| Seizoen                   | Club               | Land           | Competitie                | Competitie | Competitie | Beker | Beker | Internationaal | Internationaal | Totaal | Totaal |
| Seizoen                   | Club               | Land           | Competitie                | Wed.       | Dlp.       | Wed.  | Dlp.  | Wed.           | Dlp.           | Wed.   | Dlp.   |
| ------------------------- | ------------------ | -------------- | ------------------------- | ---------- | ---------- | ----- | ----- | -------------- | -------------- | ------ | ------ |
| 2015/16                   | Achilles '29       | Nederland      | Eerste divisie            | 19         | 4          | 0     | 0     | –              | –              | 19     | 4      |
| 2016/17                   | Achilles '29       | Nederland      | Eerste divisie            | 24         | 1          | 1     | 0     | –              | –              | 24     | 1      |
| 2017/18                   | Achilles '29       | Nederland      | Tweede divisie            | 12         | 0          | 3     | 1     | –              | –              | 15     | 1      |
| 2017/18                   | FC Lienden         | Nederland      | Tweede divisie            | 11         | 0          | 0     | 0     | –              | –              | 11     | 0      |
| 2019/20                   | Winkel Sport       | België         | Eerste klasse amateurs    | 4          | 0          | 0     | 0     | –              | –              | 4      | 0      |
| 2020/21                   | Olimpia Grudziądz  | Polen          | II liga                   | 30         | 3          | 2     | 0     | –              | –              | 32     | 3      |
| 2022                      | Chittagong Abahani | Bangladesh     | Bangladesh Premier League | 20         | 5          | 0     | 0     | –              | –              | 20     | 5      |
| 2023                      | Ariana FC          | Zweden         | Ettan Södra               | 3          | 0          | 0     | 0     | –              | –              | 3      | 0      |
| 2023/24                   | Nejmeh SC          | Libanon        | Premier League            | 2          | 0          | 0     | 0     | 3              | 0              | 5      | 0      |
| 2023/24                   | PSPS Riau          | Indonesië      | Liga 2                    | 11         | 1          | 0     | 0     | –              | –              | 11     | 1      |
| 2024/25                   | PSPS Riau          | Indonesië      | Liga 2                    | 11         | 6          | 0     | 0     | –              | –              | 11     | 6      |
| 2024/25                   | PSIM Yogyakarta    | Indonesië      | Liga 2                    | 10         | 1          | 0     | 0     | –              | –              | 10     | 1      |
| Carrièretotaal            | Carrièretotaal     | Carrièretotaal | Carrièretotaal            | 157        | 21         | 6     | 0     | 3              | 0              | 166    | 21     |
| Bijgewerkt op 1 juli 2025 |                    |                |                           |            |            |       |       |                |                |        |        |

## Interlandcarrière
Op 8 oktober 2015 maakte Popalzay zijn debuut in het Afghaans voetbalelftal. Hij viel na 77 minuten in voor Mustafa Hadid in de met 1–0 verloren WK-kwalificatiewedstrijd tegen Singapore.

## Erelijst
| Zuid-Aziatisch kampioenschap voetbal | Zilver | 2015 |